# Хойский, Фатали Хан Искендер оглы
Фатали Хан Искендер оглы Хойский (азерб. فتحعلی ‌خان خویسکی, Fətəli Xan İsgəndər oğlu Xoyski, в некоторых источниках Хан-Хойский; 1875—1920) — российский юрист и азербайджанский политический деятель. Депутат Государственной думы Российской империи II созыва. Комиссар народного просвещения при Закавказском комиссариате (1917—1918). Министр юстиции Закавказской Демократической Федеративной Республики (1918). После провозглашения Азербайджанской Демократической Республики первый премьер-министр и министр внутренних дел (1918—1919), военный министр, министр юстиции (1918) и министр иностранных дел (1918—1919 и 1919—1920) АДР.

## Биография

### Ранние годы
Фатали Хан Хойский родился 25 ноября [7 декабря] 1875 года в городе Нуха в курдской семье, чей род шёл от представителя курдского племени думбули Джафара Кули-хана Думбули, его отец был полковником Лейб-гвардии Казачьего полка Искендер Хан Хойский и у него была мать её звали Шарабана-ханум Гаджи Молла Зейнал кызы. Является потомком хойских и шекинских владетельных ханов. 
По окончании Елизаветпольской (Гянджинской) гимназии Фатали Хан поступил на юридический факультет Московского университета. В 1897 году окончил университет с дипломом 1-й степени. В августе того же года приказом старшего председателя Тифлисской судебной палаты назначен младшим кандидатом на судебные должности при Елизаветпольском окружном суде. Занимал должность товарища прокурора окружного суда.
После нескольких лет юридической практики в Сухуми, Кутаиси, Зугдиди, в 1907 году был избран независимым депутатом Государственной думы Российской империи II созыва от Елизаветпольской губернии. Являлся членом ряда комиссий Государственной думы: финансовой, о неприкосновенности личности, для рассмотрения представления министерства юстиции о привлечении 55 членов Государственной думы к уголовной ответственности (секретарь), для рассмотрения вопроса о приемлемости к обсуждению Государственной думой законопроекта об амнистии.
Член мусульманской фракции. Выступал против переселенческой политики. Примыкал к партии кадетов. После Февральской революции 1917 года участник 1-го съезда мусульман Кавказа (апрель 1917, Баку). Член Исполкома Всероссийского мусульманского Совета, избранного на 1-м Всероссийском мусульманском съезде в Москве (май). Принимал участие в 1-м съезде партии «Мусават» после объединения (26 — 31 октября 1917 года). Поддерживал требование мусаватистов о предоставлении автономии Азербайджану в составе России. 
Возглавлял Бакинскую городскую думу (октябрь 1917 — апрель 1918). Комиссар народного просвещения при Закавказском комиссариате (15 ноября 1917 — 10 февраля 1918). Член Закавказского сейма (10 февраля — 26 мая 1918). Входил во фракцию «Мусават» и демократическую группу беспартийных. С апреля — министр юстиции Закавказского правительства. Член Временного Национального совета Азербайджана (27 мая — 7 декабря 1918 года). С 27 мая 1918 года — председатель исполнительного комитета Национального Совета.

### В годы АДР
После роспуска Закавказского сейма, 27 мая 1918 года члены мусульманской фракции уже бывшего Закавказского сейма созвали чрезвычайное заседание для обсуждения создавшегося политического положения. Собрание решило взять на себя правление Восточным Закавказьем, провозгласив себя Временным Национальным советом мусульман Закавказья. При Национальном совете был образован исполнительный орган в составе 9 человек, задачами которого являлось осуществление руководства различными сферами жизни республики. Председателем исполнительного органа был избран Ф. Хойский.
На следующий день состоялось первое заседание Национального совета, на повестке дня которого главным пунктом являлись роспуск сейма, провозглашение независимости Грузии и положение Азербайджана. Некоторые члены совета высказались за провозглашение независимости Азербайджана. Фатали-хан Хойский, в свою очередь, предложил до выяснения некоторых вопросов на местах довольствоваться созданием полноправного правительства и начать переговоры с другими странами без объявления независимости Азербайджана. В итоге 24 голосами (в том числе Ф. Хойского) при двух воздержавшихся Совет высказался за немедленное объявление Азербайджана независимой демократической республикой. Фатали-хан Хойский объявил состав Временного правительства, в котором он занял пост главы правительства и министра внутренних дел. 30 мая председатель Совета Министров Ф. X. Хойский отправил радиограмму министрам иностранных дел ряда государств о провозглашении независимости Азербайджана:
Константинополь, Берлин, Вена, Париж, Лондон, Рим, Вашингтон, София, Бухарест, Тегеран, Мадрид, Гаага, Москва, Стокгольм, Киев, Христиания, Копенгаген.
Министру иностранных дел.
Так как Федеративная Закавказская Республика раздроблена была отделением от неё Грузии, Национальный Азербайджанский Совет объявил 28 текущего месяца независимость Азербайджана, состоящего из восточного и южного Закавказья, и провозгласил Азербайджанскую Республику. Уведомляя Вас о вышеизложенном, имею честь просить Ваше Превосходительство сообщить об этом Вашему правительству. Временное пребывание моего правительства будет в Елисаветполе.Хойский Председатель Совета Министров Азербайджанской Республики.
Председатель Совета Министров с 26 мая 1918, одновременно министр внутренних дел (28 мая — 17 июня), министр иностранных дел (26 декабря 1918 — 14 марта 1919) АДР. 16 сентября 1918 года в Баку вступили части Кавказской исламской армии. На следующий день в город переехало азербайджанское правительство. По свидетельству Байкова, Ф. Хойский ехал по городу в открытом автомобиле, встречаемый ликующими мусульманами.
Вышел в отставку в связи с незаконными действиями членов правительства с нефтью.
Правительство Хойского приветствовало турецкую оккупацию мусульманских районов Кавказа в июне — июле и занятие Баку турецкой армией в сентябре 1918.
Член Парламента (7 декабря 1918 — 27 апреля 1920). Министр иностранных дел (24 декабря 1919 — 30 марта 1920). Член азербайджанской делегации на 1-й конференции представителей закавказских республик (25 апреля — 30 мая 1919, Тифлис).

### Убийство
После установления Советской власти в Баку Фатали Хан Хойский переехал в Тифлис, где 19 июня 1920 года был убит членами партии «Дашнакцутюн» Арамом Ерканяном и Мисаком Григоряном на площади Эриванского. Причиной убийства была причастность Хойского, по мнению исполнителей, к резне армян в Баку в 1918 году.
Похоронен на мусульманском кладбище в Тифлисе рядом с могилой азербайджанского драматурга М. Ф. Ахундова. Его похороны были осуществлены консульством Ирана в Тифлисе.

## Личная жизнь
По вероисповеданию, Фатали Хан Хойский принадлежал к мусульманам-шиитам. Во время рождения над ним были совершены необходимые молитвы, требуемые Коллегией Шиитского Учения.
Владел азербайджанским и русским языками. Однако по-азербайджански говорил с трудом.
Некоторые родственники Ф. Хойского во времена АДР занимали видные государственные и административные посты. Старший брат, Гусейнкули Хан Хойский, какое-то время был заместителем Гянджинского губернатора. Младший брат — Рустам Хан Хойский, являлся министром социального призрения в правительстве Фатали Хан Хойского.
У Фатали Хан Хойского было трое детей: дочь Тамара (1902—1990) и два сына — Мурад (1910—1973) и Энвер (1914—1935). Дочь была замужем за Мирзой Давудом Гусейновым, занимавшим должности председателя Президиума ЦК АКП(б), народного комиссара финансов Азербайджанской ССР и 1-го секретаря ЦК Компартии Таджикской ССР. Сын, Мурад, работал в управлении транспорта г. Баку.

## Память
- Один из проспектов города Баку носит имя Фатали Хана Хойского
- В 1997 году была выпущена почтовая марка Азербайджана, посвященная Хойскому.
- На мусульманском кладбище, где похоронен Хойский, (территория ботанического сада в Тбилиси) установлен надгробный памятник.
- На стене дома в Баку (на улице Истиглалият), в котором с 1918 по 1920 год жил Фатали Хан Хойский, установлен барельеф
- Улица в Шеки, носившая ранее имя Карла Маркса, была переименована в улицу имени Фатали Хана Хойского
- В фильме 2016 года «Али и Нино» роль Фатали Хана Хойского сыграл турецкий актёр Халит Эргенч.[18]

- Могила Хойского в Тбилиси
- Барельеф на стене дома в Баку, в котором с 1918 по 1920 год жил Фатали Хан Хойский
- Почтовая марка Азербайджана, 1997 год